# The Marshall Mathers LP 2
The Marshall Mathers LP 2 je osmé studiové album amerického rappera Eminema. Bylo vydáno 5. listopadu 2013 u nahrávacích společností Shady Records, Aftermath Entertainment a Interscope Records. Eminem názvem navazuje na velmi úspěšné album The Marshall Mathers LP, které bylo vydáno v roce 2000 a celosvětově se ho prodalo dvacet milionů kusů. Z alba pochází hit "The Monster" (ft. Rihanna), který se vyšplhal na první příčku v USA i řadě dalších zemí.
Na 57. předávání hudebních cen Grammy, konaném v únoru 2015, vyhrál Eminem dvě ceny, a to za nejlepší rapové album (The Marshall Mathers LP 2) a za nejlepší rap / zpěv spolupráci (píseň "The Monster", s Rihannou).

## O albu

### Pozadí
Práce na albu začaly v květnu 2012. Eminem se o něm poprvé zmínil 24. května v rádiu Hot 97. V červnu poté potvrdil spolupráci s producentem Dr. Dre. V únoru 2013 Eminemův manažer Paul Rosenberg oznámil, že album bude vydáno někdy po Memorial Day, který spadá na květen.

### Nahrávání
Eminem během nahrávání alba spolupracoval na soundtracku ke hře Call of Duty: Ghosts. Pro soundtrack nahrál několik písní, ale nakonec vybral jen píseň "Survival", kterou několikrát předělával než s ní byl spokojen. Píseň se nakonec objevila i jako singl k albu.
Na produkci alba se podíleli: Aalias, Alex da Kid, Cardiak, DJ Khalil, Dr. Dre, DVLP, Emile, Eminem, Filthy, Frank Dukes, Frequency, Luis Resto, M-Phazes, Rick Rubin, S1, Sid Roams, StreetRunner. Přičemž Rick Rubin a Dr. Dre byli i výkonnými producenty alba.
Jako hostující umělci byli přizváni Skylar Grey, Rihanna, Kendrick Lamar, Nate Ruess (ze skupiny fun.) a Sia. V červenci 2012 rapper 50 Cent tvrdil, že spolupracoval na albu a bude hostem na singlu, nakonec se však na albu neobjevil vůbec.

### Koncepty písní
První písní alba je "Bad Guy", jejíž refrén zpívá Sarah Jaffe (jako uncredited). Z textu lze pochopit, že píseň je o mladším bratrovi Stana (z písně "Stan"), který byl ještě větším fanouškem Eminema než jeho starší bratr, nyní vyrostl a chce pomstu za osud svého bratra. Jde tedy o sequel k písni "Stan" z alba The Marshall Mathers LP.
V písni "Rhyme or Reason" rapuje o svém postavení v hip hopu a o své vášni pro hip hopovou kulturu. Také shrnuje svou roli ve vývoji žánru. V několika verších také kritizuje svého otce, což se objevuje i v dalších písních na albu. Současně v písni často odkazuje na film Star Wars a také rapuje hlasem postavy Yoda. V neposlední řadě si predikoval velmi úspěšný prodej alba.
V písni "Survival", refrén (také uncredited) zpívá Liz Rodriguez. Text je o návratu Eminema na vrchol. Píseň "Berzerk", kterou produkoval hip hopový veterán rick Rubin je pokusem o návrat ke kořenům hip hopu a oslavě tzv. staré školy (tedy hip hopu z konce 80. let 20. století). Na písni "Rap God" se označuje za rapového boha, tvrdí, že je nejlepším rapperem všech dob, ale také oceňuje další umělce a jejich dopad na hip hop.
V písni "So Much Better" se svěřuje, že stále nedokáže najít pravou lásku. Sděluje, že jeho láska života ho podvedla s umělci jako jsou Dr. Dre, Drake a Lupe Fiasco. V písni "The Monster" bojuje se svým vnitřním démonem a snaží se vypořádat s dopady slávy, refrén zpívá Rihanna. V písni "Stronger Than I Was" hovoří o svém zlomeném srdci. Tuto píseň Eminem více zpívá než rapuje, podobně jako ve své starší písni "Hailie's Song".
V písních "Legacy" a "Brainless" se vrací ke svému tradičním tématu, kdy rapuje o tom, jak byl v dětství šikanován.
V písni "Headlights" se Eminem pokouší omluvit své matce Debbie za vše zlé, co o ní v minulosti řekl. V textu říká, že jí odpouští a že jí stále miluje. Také se omlouvá za píseň "Cleanin' Out My Closet", ve které si přál trvalé odloučení a muka pro svou matku, jíž vinil za těžké dětství a užívání léků na předpis. V textu k "Headlights" se zařekl, že píseň "Cleanin' Out My Closet" již nikdy nebude hrát.
Eminem také tradičně parodoval či slovně napadal popové hvězdy, nyní však v textu písně "Evil Twin" ukazuje, že již ho tento postup neuspokojuje a výpady ho nudí. V průběhu písně se ke slovu snaží dostat Eminemovo „zlé dvojče“ Slim Shady, který by velmi rád rozpoutal novou vlnu sporů s jinými umělci, ale Eminem ho potlačí.

## Singly
Prvním singlem byla píseň "Berzerk", která debutovala na 3. příčce v Billboard Hot 100. O první týden prodeje se v USA prodalo 362 000 ks singlu. Celkem jeho prodej překročil milion kusů, a tím byl certifikován jako platinový. V Česku se singl umístil na 41. příčce v žebříčku IFPI Radio Top100.
Druhý singl "Survival" byl zveřejněn v říjnu 2013. Singl, který byl stvořen pro soundtrack ke hře Call of Duty: Ghosts se umístil na 16. příčce v US žebříčku.
Třetí singl "Rap God" byl vydán také v říjnu 2013. Píseň debutovala na 7. příčce US žebříčku.
Čtvrtým singlem byla zvolena píseň "The Monster" (ft. Rihanna). Zveřejněn byl 29. října 2013. Píseň debutovala na 3. příčce a postupně se vyšplhala na první. V Česku se singl umístil na 9. příčce v žebříčku IFPI Radio Top100.
V týdnu po 4. listopadu 2013 se v hitparádě Billboard Hot 100 nacházely čtyři singly do dvacátého místa, a to písně "The Monster" (3. příčka), "Berzerk" (15. příčka), "Survival" (16. příčka) a "Rap God" (17. příčka). Eminem tím dosáhl rekordu v kategorii sólový umělec, více jich měli v Top 20 již jen The Beatles v roce 1964.
V únoru 2014 byl vydán pátý singl "Headlights" (ft. Nate Ruess). Píseň se umístila na 72. příčce v americkém žebříčku.

## Po vydání
Odhad o výši prodeje v USA v prvním týdnu byl zveřejněn 6. listopadu a hovořil o 700 000 až 750 000 prodaných kusech. Nakonec se v první týden prodeje v USA prodalo 793 000 kusů a tím debutovalo na první příčce žebříčku Billboard 200. V druhý týden se prodalo dalších 210 000 ks, čím album překročilo prodej jednoho milionu kusů a získalo certifikaci platinová deska. Ve třetí týden se prodalo 120 000 kusů. Na první pozici žebříčku Billboard 200 se udrželo po čtyři týdny. Do konce roku 2013 se prodalo 1 727 000 kusů. Celkem se v USA prodalo 2 203 000 kusů alba.
Ve Spojeném království se v první týden prodalo 143 000 kusů.

## Seznam skladeb
| Pořadí         | Název                          | Hudba                                     | Délka |
| -------------- | ------------------------------ | ----------------------------------------- | ----- |
| 1.             | Bad Guy                        | Část 1: S1, M-Phazes Část 2: StreetRunner | 7:14  |
| 2.             | Parking Lot (skit)             | Eminem                                    | 0:55  |
| 3.             | Rhyme or Reason                | Rick Rubin, Eminem                        | 5:01  |
| 4.             | So Much Better                 | Eminem, Luis Resto (add.)                 | 4:21  |
| 5.             | Survival                       | DJ Khalil                                 | 4:32  |
| 6.             | Legacy                         | Emile                                     | 4:56  |
| 7.             | Asshole (ft. Skylar Grey)      | Alex da Kid, Eminem (add.)                | 4:48  |
| 8.             | Berzerk                        | Rick Rubin                                | 3:58  |
| 9.             | Rap God                        | DVLP, Filthy (co.)                        | 6:03  |
| 10.            | Brainless                      | Eminem, Luis Resto (add.)                 | 4:46  |
| 11.            | Stronger Than I Was            | Eminem, Luis Resto (add.)                 | 5:36  |
| 12.            | The Monster (ft. Rihanna)      | Frequency, Aalias (add.)                  | 4:10  |
| 13.            | So Far...                      | Rick Rubin                                | 5:17  |
| 14.            | Love Game (ft. Kendrick Lamar) | Rick Rubin                                | 4:56  |
| 15.            | Headlights (ft. Nate Ruess)    | Emile, Eminem (co.)                       | 5:43  |
| 16.            | Evil Twin                      | Sid Roams, Eminem (add.)                  | 5:56  |
| Celková délka: | Celková délka:                 | Celková délka:                            | 78:13 |

| Deluxe Edition | Deluxe Edition                    | Deluxe Edition                     | Deluxe Edition |
| Pořadí         | Název                             | Hudba                              | Délka          |
| -------------- | --------------------------------- | ---------------------------------- | -------------- |
| 17.            | Baby                              | Eminem                             | 4:23           |
| 18.            | Desperation (ft. Jamie N Commons) | Alex da Kid                        | 3:56           |
| 19.            | Groundhog Day                     | Cardiak, Frank Dukes, Eminem (co.) | 4:53           |
| 20.            | Beautiful Pain (ft. Sia)          | Emile                              | 4:25           |
| 21.            | Wicked Ways (ft. X Ambassadors)   | Alex da Kid                        | 6:32           |
| Celková délka: | Celková délka:                    | Celková délka:                     | 102:21         |

### Samply
Dle credits:
- “Bad Guy”, část první obsahuje části písně “Hocus Pokus” od Walter Murphy, část druhá obsahuje části písní “Soana” od Gian Piero Reverberi a “Ode To Billie Joe” od Lou Donaldson.
- “Rhyme or Reason” obsahuje části písně “Time Of The Season” od The Zombies.
- “Berzerk” obsahuje části písní “The Stroke” od Billy Squier, “Fight For Your Right” od The Beastie Boys a “Feel Me Flow” od Naughty By Nature.
- “Rap God” obsahuje části písní “The Show” od Doug E. Fresh a “Supersonic” od J. J. Fad.
- “So Far…” obsahuje části písní “Life’s Been Good” od Joe Walsh a “P.S.K. Whut Does It Mean” od Schooly D.
- “Love Game” obsahuje části písní “Game of Love” od Wayne Fontana & The Mindbenders a “The Object of My Affection” od Pinky Tomlin.

## Mezinárodní žebříčky
| Země                     | Umístění |
| ------------------------ | -------- |
| Austrálie                | 1        |
| Česko                    | 26       |
| Irsko                    | 1        |
| Kanada                   | 1        |
| Německo                  | 1        |
| Nizozemsko               | 4        |
| Nový Zéland              | 1        |
| Švýcarsko                | 1        |
| UK Albums Chart          | 1        |
| US Billboard 200         | 1        |
| US Billboard R&B/Hip-Hop | 1        |
| US Billboard Rap         | 1        |